# 戛弗章
戛弗章（阿拉伯语：‎），是古兰经第50章，共有45节，屬於麥加篇章，章名出自該章第一節開頭的阿拉伯字母ق。在古蘭經的傳說中，戛弗章與傳說中的戛弗山有關。該山據傳是在大地盡頭一座綠寶石堆砌而成的高山。在本章開頭，真主安拉在以此山與古蘭經之名起誓。